# Aleksandar Pavlović (labdarúgó)
Aleksandar Pavlović (München, 2004. május 3.–) német válogatott labdarúgó, középpályás. A Bundesligában szereplő Bayern München játékosa.

## Pályafutása

### Bayern München
2011-ben közel 7-évesen csatlakott a klub akadémiájához az SC Fürstenfeldbruck-tól. 2021. júliusában egy évre, majd 2022. májusában két évre meghosszabbították a szerződését.

#### A felnőtt csapatban
2023. május 6-án nevezve lett a 2022–2023-as bajnokság 31. fordulójában a Werder Bremen ellen.
A nyári felkészülési mérkőzéseken pályára lépett többek között; a Manchester City, Liverpool és a Monaco ellen.
A 2023–2024-es idényben mutatkozott be hivatalosan a Darmstadt 98 elleni 8–0-s hazai bajnokin. A 77. percben a két gólt szerző Jamal Musiala-t váltotta.
November 29-én lépett pályára nemzetközi porondon, a Bajnokok Ligája csoportkörének ötödik mérkőzésen a København ellen.
2024. január 27-én az Augsburg ellen 3–2-re megnyert bajnokin szerezte első találatát, a mérkőzésen az első gólt szerezte a 23. percben.

### A válogatottban
2024. március 14-én Julian Nagelsmann nevezte a Franciaország és a Hollandia elleni felkészülési mérkőzésekre. Öt nappal később mandulagyulladás miatt nem csatlakozott a kerethez.
Pavlovićot beválasztották a 2024-es Európa bajnkoságra induló német keretbe. Június 3-án, a torna előtt debütált a felnőtt csapatban egy Ukrajna elleni barátságos mérkőzésen.
Pavlović bekerült a német 26 fős végleges keretbe, de betegség miatt vissza kellett lépnie.

## Statisztika
2025. június 5-i állapot szerint
| Klub              | Szezon           | Bajnokság           | Bajnokság | Bajnokság | Kupa  | Kupa  | Nemzetközi kupa | Nemzetközi kupa | Egyéb | Egyéb | Összes | Összes |
| Klub              | Szezon           | Liga                | Mérk.     | Gólok     | Mérk. | Gólok | Mérk.           | Gólok           | Mérk. | Gólok | Mérk.  | Gólok  |
| ----------------- | ---------------- | ------------------- | --------- | --------- | ----- | ----- | --------------- | --------------- | ----- | ----- | ------ | ------ |
| Bayern München II | 2022/23          | Regionalliga Bayern | 6         | 0         | —     | —     | —               | —               | —     | —     | 6      | 0      |
| Bayern München II | 2023/24          | Regionalliga Bayern | 3         | 0         | —     | —     | —               | —               | —     | —     | 3      | 0      |
| Bayern München II | Összesen         | Összesen            | 9         | 0         | —     | —     | —               | —               | —     | —     | 9      | 0      |
| Bayern München    | 2022/23          | Bundesliga          | 0         | 0         | —     | —     | —               | —               | —     | —     | 0      | 0      |
| Bayern München    | 2023/24          | Bundesliga          | 19        | 2         | 0     | 0     | 3               | 0               | 0     | 0     | 22     | 2      |
| Bayern München    | 2024/25          | Bundesliga          | 21        | 1         | 2     | 0     | 5               | 0               | —     | —     | 28     | 1      |
| Bayern München    | Összesen         | Összesen            | 40        | 3         | 2     | 0     | 8               | 0               | 0     | 0     | 50     | 3      |
| KARRIER ÖSSZESEN  | KARRIER ÖSSZESEN | KARRIER ÖSSZESEN    | 49        | 3         | 2     | 0     | 8               | 0               | 0     | 0     | 59     | 3      |

Jegyzetek
1. 1 2  Mérkőzése(i) a(z) Bajnokok Ligájában
2. ↑  Nevezve volt a Német Szuperkupában

### A válogatottban
2025. június 5-i állapot szerint
| Németország | Németország | Németország |
| Év          | Mérk.       | Gólok       |
| ----------- | ----------- | ----------- |
| 2024        | 4           | 1           |
| 2025        | 1           | 0           |
| ÖSSZESEN    | 5           | 1           |

## Sikerei, díjai
- Bayern München
  - Bundesliga: (2022/23, 2024/25)